# Erik van Brunswijk-Grubenhagen

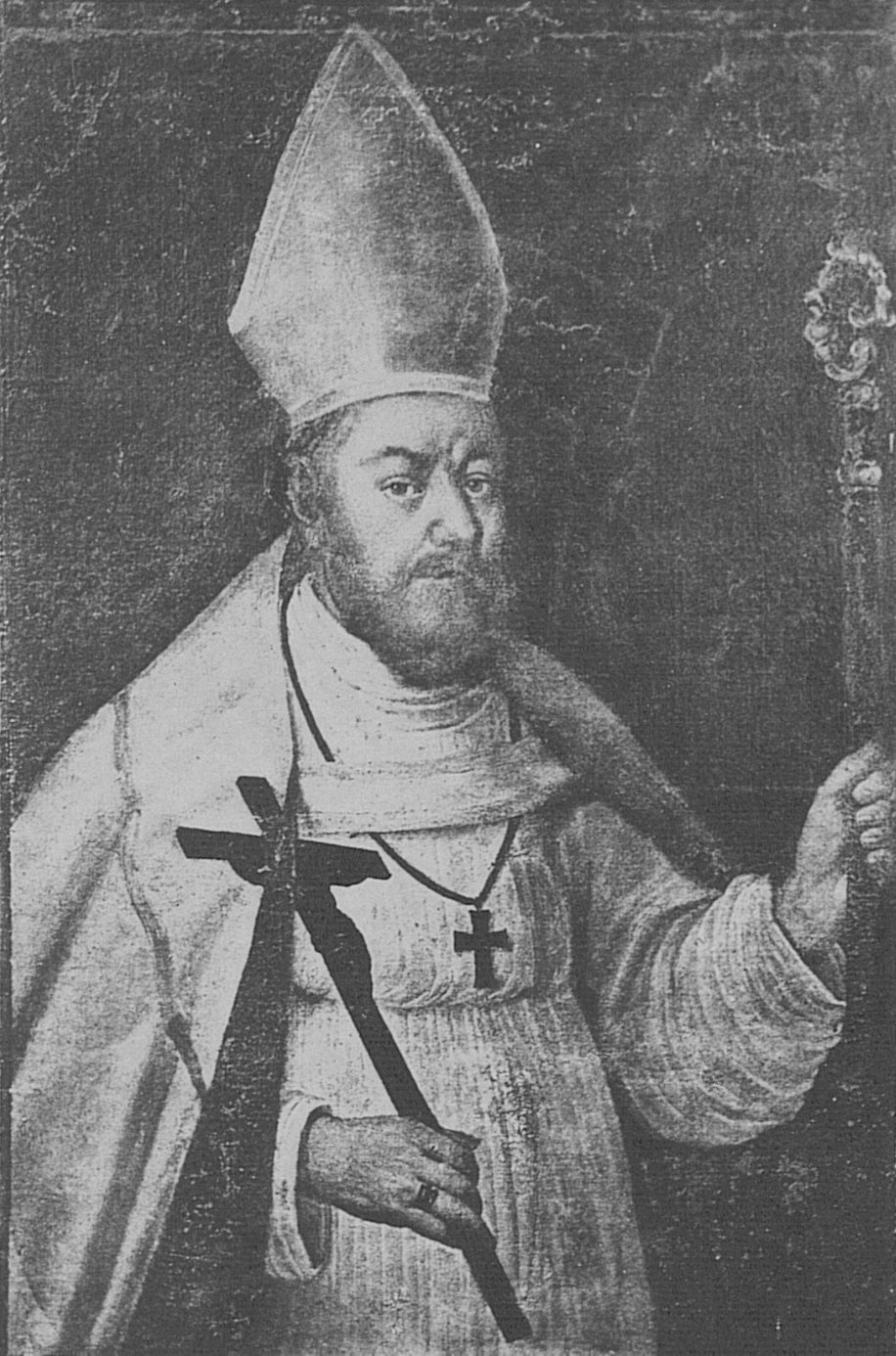
Erik van Brunswijk-Grubenhagen.

Erik van Brunswijk-Grubenhagen (1478 - Fürstenau, 14 mei 1532) was van 1508 tot aan zijn dood bisschop van Paderborn, van 1508 tot aan zijn dood bisschop van Osnabrück en van 1532 tot aan zijn dood bisschop van Münster. Hij behoorde tot het huis Welfen. 

## Levensloop
Erik was de jongste zoon van hertog Albrecht II van Brunswijk-Grubenhagen en diens echtgenote Elisabeth, dochter van graaf Wolrad I van Waldeck.
Terwijl zijn oudere broer Filips I zijn vader opvolgde als hertog van Brunswijk-Grubenhagen, was Erik voorbestemd voor een kerkelijke loopbaan. Nadat hij in Rome had gestudeerd, werd hij kanunnik in de Dom van Münster en de Dom van Paderborn. Vervolgens werd hij in 1508 verkozen tot bisschop van Osnabrück en Paderborn. Zijn verkiezing werd op 20 april 1509 door paus Julius II bevestigd. Omdat Erik een hoogstaande belastingschuld had, weigerde keizer Maximiliaan I hem als vorst te erkennen en hij verklaarde hem zelfs vogelvrij. Uiteindelijk werd hij door keizer Karel V op 2 april 1521 als bisschop erkend. 
Tijdens zijn ambtstermijn ontstond de Reformatie. Erik bleef trouw aan het katholicisme, maar stelde zich tolerant op tegenover de lutheranen. Ook voerde hij geen enkel dispuut tegen zijn lutheraanse buurstaten en tegen de lutheraanse burgers in de steden van zijn prinsbisdommen. 
In 1532 trad Frederik III van Wied af als bisschop van Münster, waarna Erik verkozen werd tot zijn opvolger. Dit betekende dat de drie bisdommen in Westfalen in een personele unie verenigd werden. Erik werd echter nooit tot bisschop van Münster gewijd, omdat hij in mei 1532 onverwacht stierf tijdens een banket in Fürstenau ter ere van zijn verkiezing.
- Gemeinsame Normdatei: 104140623
- Virtual International Authority File: 20108906
- WorldCat: E39PBJqqB3ThpgGfJpkhQ6Y3wC